# Mesaj pentru tine
 Mesaj pentru tine (titlu original: You've Got Mail) este un film de Crăciun american de dragoste din 1998 regizat de Nora Ephron. Rolurile principale au fost interpretate de actorii Tom Hanks și  Meg Ryan. Este o refacere a filmului Magazinul de după colț din 1940.

## Distribuție
- Tom Hanks ca Joe "NY152" Fox
- Meg Ryan ca Kathleen "Shopgirl" Kelly
- Parker Posey ca Patricia Eden
- Jean Stapleton ca Birdie Conrad
- Greg Kinnear ca Frank Navasky
- Steve Zahn ca George Pappas
- Heather Burns ca Christina Plutzker
- Dave Chappelle ca Kevin Jackson
- Dabney Coleman ca Nelson Fox
- John Randolph ca Schuyler Fox
- Deborah Rush ca Veronica Grant
- Hallee Hirsh ca Annabel Fox
- Jeffrey Scaperrotta ca Matthew Fox
- Cara Seymour ca Gillian Quinn
- Peter Mian ca  "The Capeman"
- Sara Ramirez ca Rose, Zabar's cashier
- Jane Adams ca Sydney Ann, TV talk show host (Nem.)
- Michael Badalucco ca Charlie
- Veanne Cox ca Miranda Margulies

## Coloană sonoră
Coloana sonoră a filmului a fost lansată la 1 decembrie 1998, conținând muzică clasică din anii 1960 și 1970 precum și melodii originale noi.

### Lista melodiilor
1. Harry Nilsson - "The Puppy Song" - 2:43
2. The Cranberries - "Dreams" - 4:31
3. Bobby Darin - "Splish Splash" - 2:12
4. Louis Armstrong - "Dummy Song" - 2:19
5. Harry Nilsson - "Remember" - 4:02
6. Roy Orbison - "Dream" - 2:12
7. Bobby Day - "Rockin' Robin" - 2:36
8. Randy Newman - "Lonely at the Top" - 2:32
9. Stevie Wonder - "Signed, Sealed, Delivered I'm Yours" - 2:38
10. Harry Nilsson - "I Guess the Lord Must Be in New York City" - 3:08
11. Harry Nilsson - "Over the Rainbow" - 3:31
12. Carole King - "Anyone At All" - 3:09
13. Billy Williams - "I'm Gonna Sit Right Down and Write Myself a Letter" - 2:08
14. George Fenton - "The 'You've Got Mail' Suite" - 5:36
15. Jimmy Durante - "You Made Me Love You" - 3:04